# Jan Frans Nans
Jan Frans Nans (Meetkerke, 1645 - Brugge, 20 april 1709) was burgemeester van de schepenen van Brugge.

## Levensloop
Jan-Frans Nans, heer van Meetkerkhove, was een kleinzoon van David Nans (ca.1600-1634) en Maria van Eyerwerve. Hij was de jongste van de vier kinderen van Jan-Baptist Nans (1615-1667), die in 1636 trouwde met Anna-Catharina Gloribus († 1667).
De vader van David Nans, François Nans (1561-1602), groeide op tijdens het hoogtepunt van de godsdiensttroebelen. In 1584 was het zijn vader, Frans Nans (1525-1595), burgemeester van het Brugse Vrije en behorend tot de groep van de Brugse humanisten, volgelingen van Erasmus en Juan Luis Vivès, die, samen met Nicolaas van Marievoorde, het Brugse Vrije overdroeg aan Alexander Farnese. Vader en zoon Nans waren bekeerd tot het protestantisme, behoorden onvermijdelijk tot de uitgewezen burgers en vertrokken naar Middelburg in Zeeland. Frans junior trok vervolgens naar Leiden, waar hij promoveerde tot doctor in de geneeskunde. Hij werd na terugkeer, stadsdokter van Middelburg. Nog voor hij vroeg overleed, had hij met zijn vrouw, negen kinderen. Zijn vrouw, Maria Anchemant († 1639), keerde na zijn dood terug naar Brugge, waar ze katholiek werd begraven in het Begijnhof. Ook David Nans, jongste kind van het echtpaar, bleef (of werd opnieuw) katholiek, hierin gevolgd door zijn nakomelingen.
Jan Frans trouwde met Johanna van Nieuwmunster. Uit een tweede huwelijk met Maria van Nieuwmunster, had hij een zoon, Frans Andries Nans, die trouwde met Esther Taquet (1645-1734), maar kinderloos bleef. 
In 1699 nam hij als eerste schepen deel aan de economische conferenties voor de Zuidelijke Nederlanden, die in Brussel gehouden werden.
Nans werd in 1691 lid van de Edele Confrérie van het Heilig Bloed en was er proost van in 1695. Hij was koning van de Rederijkerskamer van de Heilige Geest en hoofdman van de Sint-Barbaragilde van haakschutters. In 1680 werd hij lid van de Sint-Jorisgilde van kruisboogschutters.

## Stadsbestuur
Gedurende bijna dertig jaar doorliep Nans een loopbaan als stadsbestuurder, waarbij hij viermaal en voor heel wat jaren het hoogste ambt van burgemeester van de schepenen vervulde, als volgt:
- 1676-1679: thesaurier
- 1679-1686: schepen
- 1686-1687: burgemeester van de schepenen
- 1689-1693: burgemeester van de raadsleden
- 1693-1695: burgemeester van de schepenen
- 1699-1703: eerste schepen
- 1703-1706: burgemeester van de schepenen
- 1706-1707: eerste schepen en vervolgens burgemeester van de schepenen
- 1707-1709: raadslid (tot aan zijn overlijden).

## Bron
- Stadsarchief Brugge, Lijst van de wetsvernieuwingen.
- Stadsarchief Brugge, Staten van goed, tweede reeks, nrs. 16618 (Johanna de Nieuwmunster) en 17967 (Maria de Nieuwmunster)